# Synagoga w Krzeszowicach (ul. Wąska 4)
Synagoga w Krzeszowicach – synagoga znajdująca się w Krzeszowicach przy ulicy Wąskiej 4 (Osiedle Centrum).
Synagoga została zbudowana pod koniec XIX wieku, jako dom modlitwy przeznaczony wyłącznie dla mężczyzn. Podczas II wojny światowej hitlerowcy zdewastowali wnętrze synagogi. Po zakończeniu wojny została przystosowana na potrzeby magazynu. Na początku XXI w. wykorzystywana była jako ośrodek kulturalny. Odbywały się w niej pokazy filmów oraz koncerty.
Murowany budynek synagogi wzniesiono na planie prostokąta. Do dziś zachował się częściowo wystrój zewnętrzny, w tym półokrągłe zakończone okna. Obecnie wnętrze jest zrujnowane.